# Ion Pârgaru
Ion Pârgaru este un deputat român în legislatura 1996-2000, ales în județul Gorj pe listele partidului PDSR și în legislatura 2012-2016. În legislatura 1996-2000, Ion Pârgaru a fost membru în grupurile parlamentare de prietenie cu Marele Ducat de Luxemburg, Republica Federală Germania, Macedonia și Malaezia iar în legislatura 2012-2016 a fost membru în grupurile parlamentare de prietenie cu Republica Serbia și Canada. Ion Pârgaru este profesor universitar, conducător de doctorat. 